# Watertoren (Utrecht Amsterdamsestraatweg 380)
De watertoren aan de Amsterdamsestraatweg 380 in Utrecht is gebouwd omstreeks 1917. De watertoren heeft een waterreservoir van 1000 m³ en is 43,50 meter hoog. Het bouwwerk is in opdracht van de Utrechtse Waterleiding Maatschappij ontworpen door architect W.K. de Wijs in de stijl van de Amsterdamse School en gebouwd door J.C. Rijk. De nieuwbouw vond destijds plaats bij de grens van de gemeente Utrecht met de toenmalige gemeente Zuilen. De toren is beeldbepalend in deze 5 kilometer lange straat.
De toren is in de jaren tachtig enige tijd gekraakt geweest. In 1989 werd de watertoren verkocht en vervolgens ingericht als kantoorruimte. In 2001 werd de toren aangewezen als rijksmonument. In de jaren erna kwam het dak van de watertoren ernstig in verval. In 2013 werd de watertoren wederom gekraakt en drie maanden later ontruimd. Kort daarop werd een nieuw dak op de watertoren gebouwd, waarna er ruim zes maanden geen verdere activiteiten meer plaatsvonden. De in 2013 uitgezette groep krakers bezetten de toren daarop in 2014 en 2017 opnieuw. Tussen 2020 en 2022 werd de watertoren naar ontwerp van Zecc Architecten getransformeerd tot appartementen met horeca op de begane grond.

## Fotogalerij

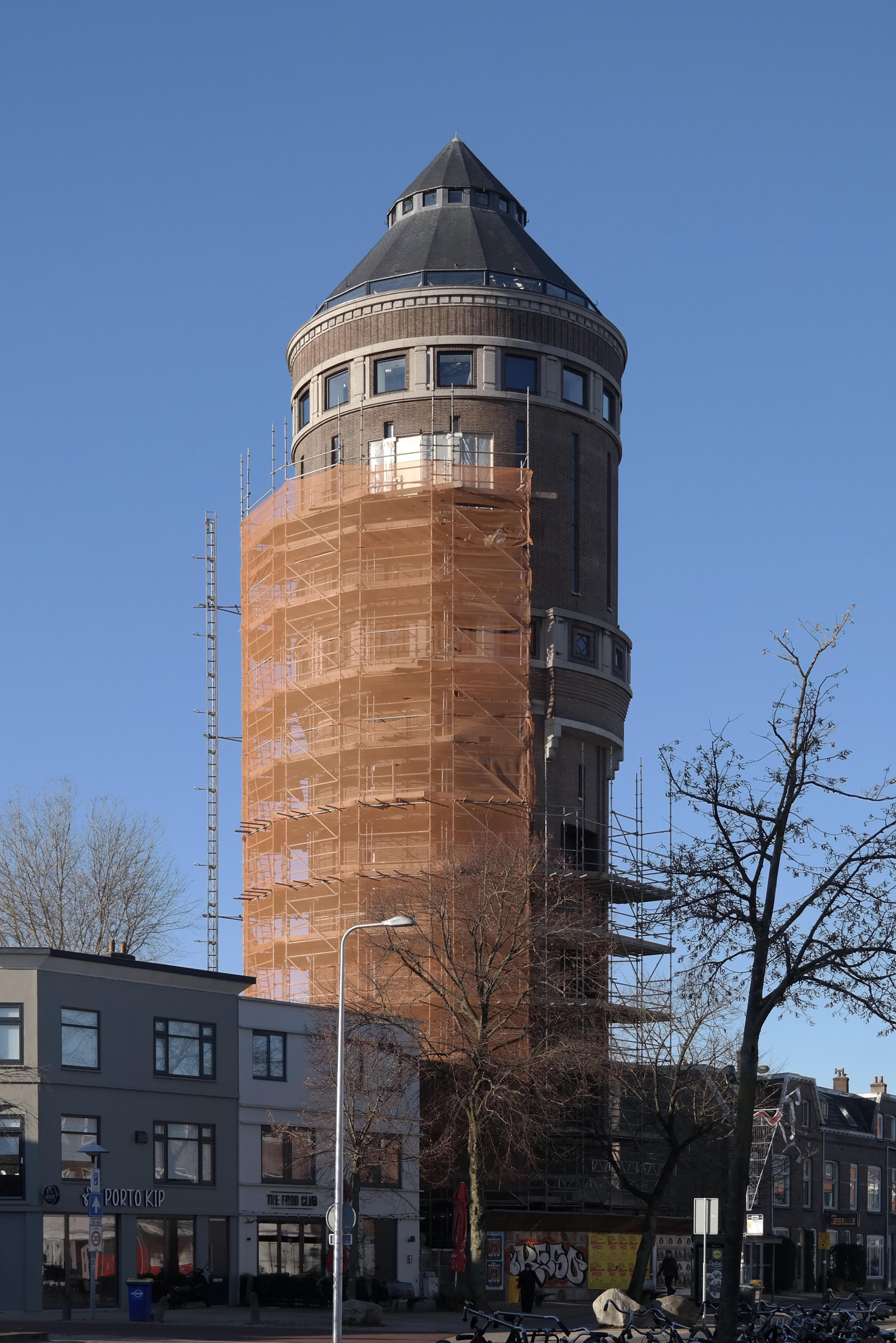
Tijdens de transformatie in december 2021.